# Gerardo Suero
Gerardo Suero, né le 20 avril 1989, à Saint-Domingue, en République dominicaine, est un joueur dominicain de basket-ball. Il évolue au poste d'arrière.

## Palmarès
- Vainqueur du CentroBasket 2012
- 3e du CentroBasket 2014
- MVP de LNB 2014
- All-LNB Team 2014
- Rookie de l'année LNB 2012
- First-team All-America East Conference 2012